# Богунський район
Богу́нський райо́н — адміністративний район міста Житомир, утворений 1973 р. Площа району — 30 км², населення — понад 147 тисяч чол.
Територія району охоплює центральну, західну, північно-західну та північну частини міста обмежена з півдня вул. Київською, Леха Качинського та р. Тетерів, із заходу та півночі міською межею, з північного сходу залізницею на Коростень, південного сходу — вул. Київською, залізницею на Коростень.
П'ять вулиць: Івана Мазепи, Небесної Сотні, Східна, Хлібна та Князів Острозьких закінчуються у Богунському районі (починаються у Корольовському). Дві вулиці (Київська та Леха Качинського) та один майдан (Соборний) знаходяться водночас в двох районах (частково чи повністю), оскільки межа між районами проходить вздовж їх осьової лінії.
Головні об'єкти району — майдани Перемоги, Короленка, Визволення, Декабристів; проспекти Незалежності, Миру; вулиці Чуднівська, Леха Качинського, Героїв Пожежних, Перемоги, Покровська, Михайла Грушевського, Домбровського, Вільський Шлях, Миру, Соснова, Короленка, Троянівська, Святого Йоана Павла II, Євгена Коновальця, Красовського.

## Історія
Місцевість у північно-західній частині Житомира, між правим берегом р. Кам'янки та лівим берегом р. Лісова. Виникла як дачне і військове містечко у другій пол. XIX ст.
До 1922 року мала назву Врангелівка. До 1923 року — хутір. З 1923 до 1934 року — центр Богунської сільської ради. З 22 серпня 1934 р. включений до меж м. Житомира. Антропонім походить від прізвища барона Врангеля — волинського віце-губернатора, який у середині XIX століття володів цією місцевістю. В історичних документах цей населений пункт згадується також під назвою Врангельгоф.
У 1922 р. перейменована на Богунію — на честь Богунського стрілецького полку 44-ї стрілецької дивізії, який дислокувався тут у 1920-х р. Військові казарми 125-го Курського та 20-го Галицького піхотних полків, що називалися Врангелівськими казармами (топонім також зустрічається як назва місцевості), тоді ж отримали назву казарми імені Льва Троцького, а згодом були перейменовані на Богунські казарми (тепер вони розташовані на території військового Інституту радіоелектроніки ім. Сергія Корольова).
Є дві версії найменування полку. За першою — полк дістав назву від псевдоніма першого командира Богуна; за другою — від назви острова Бегунь на Дніпрі, де було сформовано полк. Псевдонім командира був узятий на честь полковника війська Богдана Хмельницького — Івана Богуна, який зі своїм загоном під час визвольної війни 1651 р. розгромив в районі Мальованки — Корбутівки 17-тисячне військо польської шляхти під командуванням Четвертинського. Таким чином, полк опосередковано увічнював ім'я Івана Богуна.
До 1934 р. Богунія була селом, центром сільської ради Житомирської округи. У селі Богунія в першій пол. XX ст. діяв Богунський тартак (лісопильний завод — на карті Житомирщини й досі є села Тартак та Тартачок, відповідно, у Баранівському та Пулинському районах), який був зв'язаний зі станцією Житомир вузькоколійною залізницею. У 1934 р. Богунська сільрада була ліквідована, і Богунія увійшла до меж Житомира.
У 1971 p., після поділу Житомира на міські райони, був утворений Богунський район, що зафіксував ім'я Івана Богуна і великого історичного району міста — Богунії.

## Визначні місця
ЖККБП

## Промисловість
- ВАТ «Житомирхліб»
- ВАТ «Житомирпиво»
- ТДВ «ЖЛ»
- ВАТ «Житомирський консервний завод»
- ТОВ «Ферпласт-Україна»
- ТОВ «Молочна фабрика Рейнфорд»
- АТЗТ «Україна» (Панчішна фабрика)
- ВАТ «Крок» (Взуттєва фабрика)